# 天主教卡努尔教区
天主教卡努爾教區 （拉丁語：Dioecesis Kurnoolensis）是羅馬天主教的一個教區，位於印度安得拉邦卡努爾縣和阿嫩達布爾縣，受天主教海得拉巴總教區管轄。
教區成立於1967年6月12日，2004年有教友69,413名，佔轄區總人口百分之0.9。由106名司鐸名管理四十八個堂區。現任教區主教為安多尼‧普拉。